# Serguey Petcov
Serguey T. Petcov (bulgarisch Сергей Петков Sergej Petkow) ist ein bulgarischer Physiker, der sich mit theoretischer Elementarteilchenphysik befasst. Er ist Professor an der SISSA in Triest.
Petcov befasst sich mit Neutrinophysik und damit verbundener Physik, insbesondere mit den Eigenschaften massiver Neutrinos und Implikationen für Physik jenseits des Standardmodells und in der Astrophysik, Massenerzeugung bei Neutrinos, dem MSW-Effekt, Erzeugung von Baryonen-Asymmetrie (Leptogenese-Szenario der Baryogenese) und Natur der CP-Verletzung, Natur der Neutrinos als Dirac- oder Majorana-Teilchen.
Serguey Petcov war ein Schüler von Bruno Pontecorvo in Dubna. Er war am INRNE (Institute for Nuclear Research and Nuclear Energy) in Sofia und ist auch am Kavli IPMU in Tokio.
2010 erhielt Petcov den Bruno-Pontecorvo-Preis für fundamentale Beiträge zur Neutrino-Ausbreitung in Materie, {\displaystyle \mu \to e\gamma } und {\displaystyle \mu \to 3e} Prozesse und Majorana-Eigenschaften des Neutrinos (Laudatio).

## Schriften
- The nature of massive neutrinos, 2013. arxiv:1303.5819